# ジュゼッペ・スカルラッティ
ジュゼッペ・スカルラッティ（Giuseppe Scarlatti、1712年? - 1777年8月17日）は、イタリアの作曲家。
オペラ作曲家として生前は有名だったが、没するとすぐに忘れ去られた。特に強い個性があったわけではないが、とくにオペラ・ブッファにおいて単純で快い旋律によって人気があった。

## 生涯
ジュゼッペ・スカルラッティはナポリで生まれた。生年を1718年とする資料もあるが文献的裏付けを欠く。音楽家一族として有名なスカルラッティ家のひとりで、正確な系譜は不明だがアレッサンドロ・スカルラッティの孫で、おそらくアレッサンドロの長男でナポリの宮廷オルガニストだったピエトロ・フィリッポ (Pietro Filippo Scarlatti) の子と考えられる。ドメニコ・スカルラッティの甥にあたる。
最初の作品は1739年にローマで初演された宗教作品『受胎告知された聖処女マリア』(La santissima Vergine Annunziata)である。翌年やはりローマでオペラ『メロペ』(Merope、リブレットはアポストロ・ゼーノ)を上演している。1741年から1751年にかけてトスカーナで働いた。
1750年代にはヴェネツィアほかの北イタリアの都市に劇場作品を提供し、この時期にカルロ・ゴルドーニのリブレットに曲をつけるようになった。フランチェスコ・ロレダン (Francesco Loredan) が新たにヴェネツィア共和国のドージェに就任したことを祝って書かれたセレナータ『祖国の愛』(L’amor della patria、1752年5月11日初演)が最初のゴルドーニとの共作である。
1750年代末からはウィーンに居を定め、作曲だけでなくチェンバロ奏者および音楽教育家、とくにシュヴァルツェンベルク家の教師として働いた。1768年にシュヴァルツェンベルク家の居城であるチェスキー・クルムロフ城内劇場で『愛あるところに嫉妬あり』(Dove è amore è gelosia、リブレットはコルテッリーニ)を上演している。また、この時期にウィーン宮廷の劇場監督であったジャコモ・ドゥラッツォから注文を受けてオペラ・ブッファとオペラ・セリアの両方を作曲した。
1762年3月18日に後の皇帝ヨーゼフ2世の妃マリア・イザベラの出産を祝って作曲されたカンタータ『オルフェオの嘆き』(I lamenti d'Orfeo)が上演され、これがグルックのオペラ『オルフェオとエウリディーチェ』を書く契機になった可能性がある。
最後の作品はクエーカーとアメリカインディアンの関係を題材とする1772年のオペラ『アミーティとオンタリオ、あるいは野蛮人たち』(Amiti e Ontario, o i selvaggi、ラニエーリ・デ・カルツァビージのリブレット)だった。
1777年にウィーンで没した。65歳だった。
作品はオペラのほか、カンタータやアリアが残されているが、器楽作品は知られていない。